# Jockey Club Campineiro
Fachada do Jockey Club Campineiro, vista a partir da Av. Dr. Thomaz Alves
O Jockey Club Campineiro é um prédio histórico localizado no Centro da cidade brasileira de Campinas. O prédio, em estilo eclético e com elementos do art nouveau e da neorrenascença, teve sua construção concluída em 1925, tendo sido eleito em 2008 uma das Sete Maravilhas de Campinas. Possui 1 371,8 metros quadrados e três pavimentos.

## História
Na década de 1870, existiu em Campinas, nas imediações da Avenida Andrade Neves (próximo à atual Delegacia de Polícia) um espaço dedicado à corrida com cavalos. O gosto pela atividade, a corrida de cavalos, que reunia diversos campineiros em eventos, levou à fundação da Sociedade Campineira Club de Corridas, a qual construiu, em 1877, um hipódromo no bairro do Bonfim, por Antônio Egídio de Sousa Aranha, Francisco Elisiário, Francisco José de Camargo Andrade e José Francisco Aranha em terreno oferecido pela Câmara Municipal. Neste mesmo período, a associação instalou sua sede social no solar que havia pertencido ao Visconde de Indaiatuba.
Entretanto, devido a diferenças, em 1891 a associação decidiu dividir as sedes e organizar dois clubes: o Jockey Club de Campinas, que atuava com as corridas, e o Club Campineiro, ligado ao clube social. O último, em 1914, iniciou a construção de sua sede na região central, com projeto do arquiteto Christiano Stockler das Neves e obras encarregadas ao engenheiro Augusto Lefévre. Apesar de diversas interrupções, o prédio foi finalizado em dezembro de 1925, apresentando estilo eclético. Nele, realizaram-se diversos eventos sociais, como bailes, exposições, apresentações de orquestras e outras reuniões de elite local.
Da época da conclusão de sua sede até a década de 1970, o clube viveu um período de muito movimento, sendo palco de festas, recitais de piano, violino e canto das famílias tradicionais, tendo sido também a sede de intensa agitação da alta sociedade campineira.
Com o fim das corridas de cavalos em Campinas, o clube entrou em decadência, mas continuou a existir. O prédio foi completamente revitalizado, passando a abrigar além da sede do clube e de um restaurante preexistente, uma casa noturna. Em 2008, a revitalização do edifício do Jockey Club Campineiro foi concluída com a instalação de um projeto luminotécnico.

## Hipódromo do Bonfim
O Hipódromo do Bonfim localizava-se onde hoje estão o viaduto da Avenida Lix da Cunha e uma unidade do SESC. Em 1965, a Prefeitura Municipal, proprietária de parte do terreno, requisitou a área, tendo sido as corridas transferidas para o Hipódromo Boa Vista.

## Hipódromo Boa Vista
O Hipódromo Boa Vista funcionou de 1968 a 1974, sem a mesma frequência de público do anterior. Em 8 de maio de 1974, foi realizado o último páreo campineiro. O local foi vendido e, hoje, é utilizado como centro de treinamento de cavalos. É o Centro de Treinamento de Campinas, pertencente ao Jockey Club de São Paulo, onde estão alojados centenas de cavalos de corrida. Este centro faz parte do projeto de desmobilização do Jockey Club de São Paulo, que inclui a venda da área para incorporadoras imobiliárias.

## Galeria

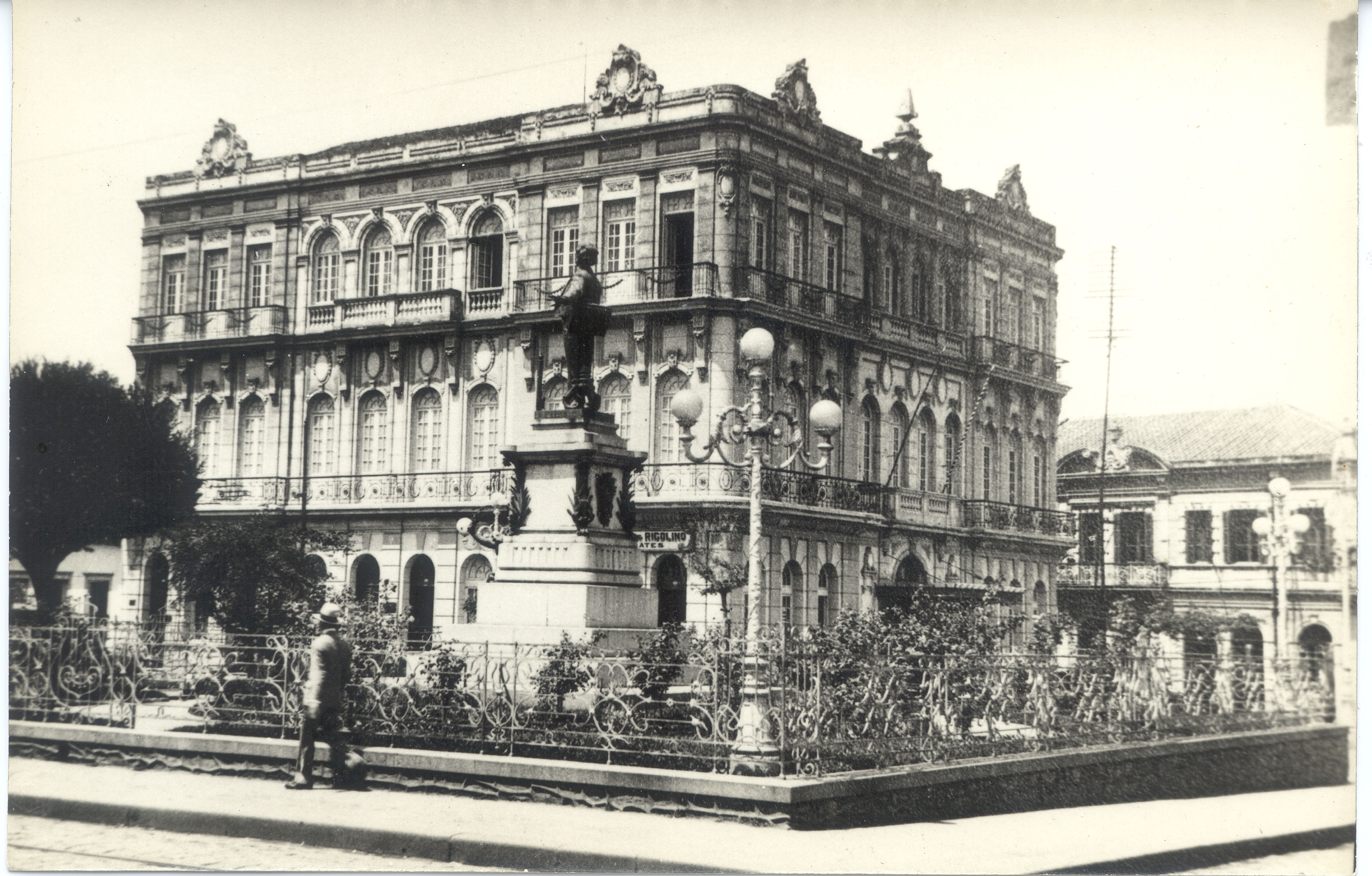
1929
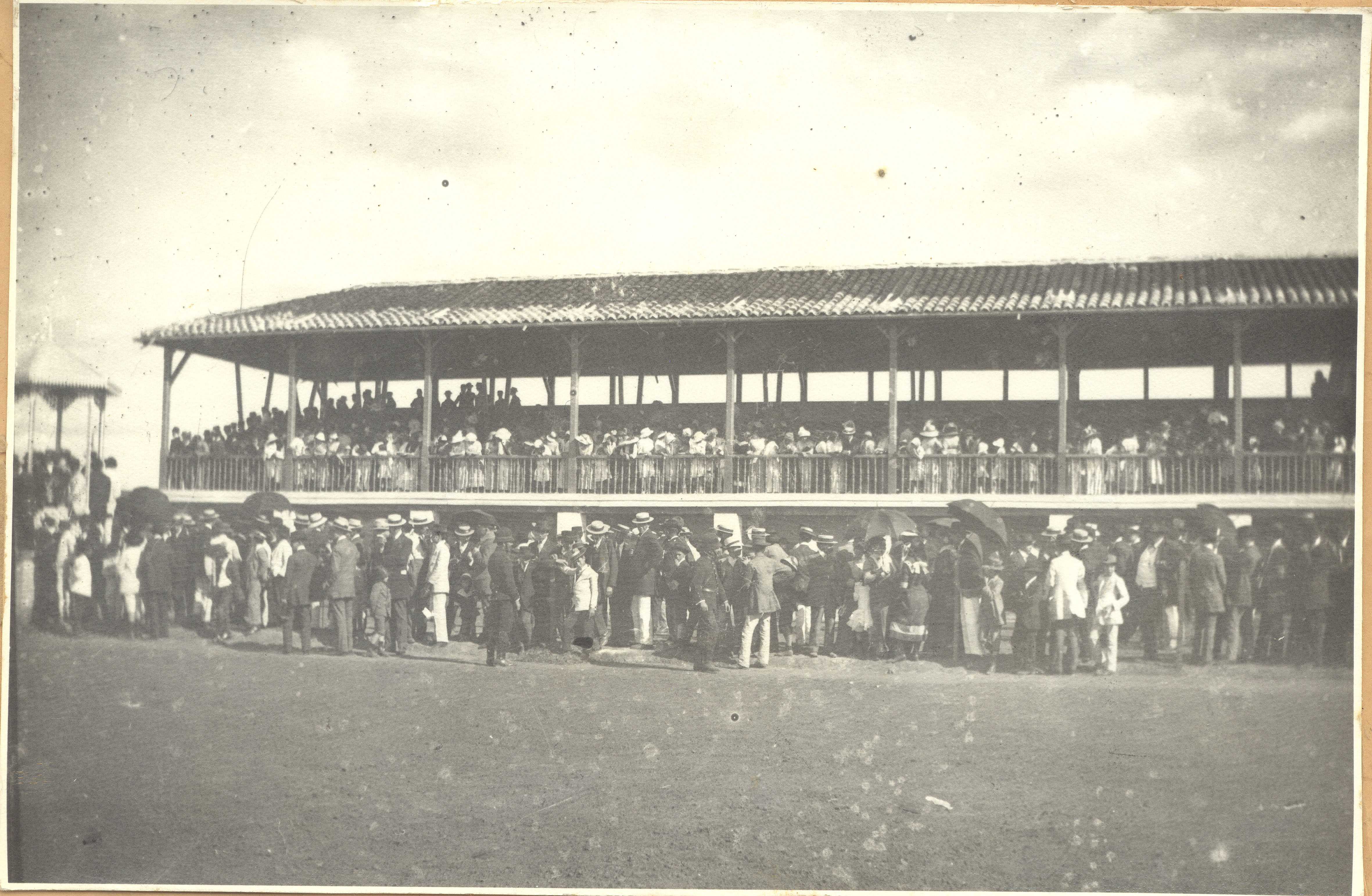
Hipódromo do Jockey Clube (década de 1910)
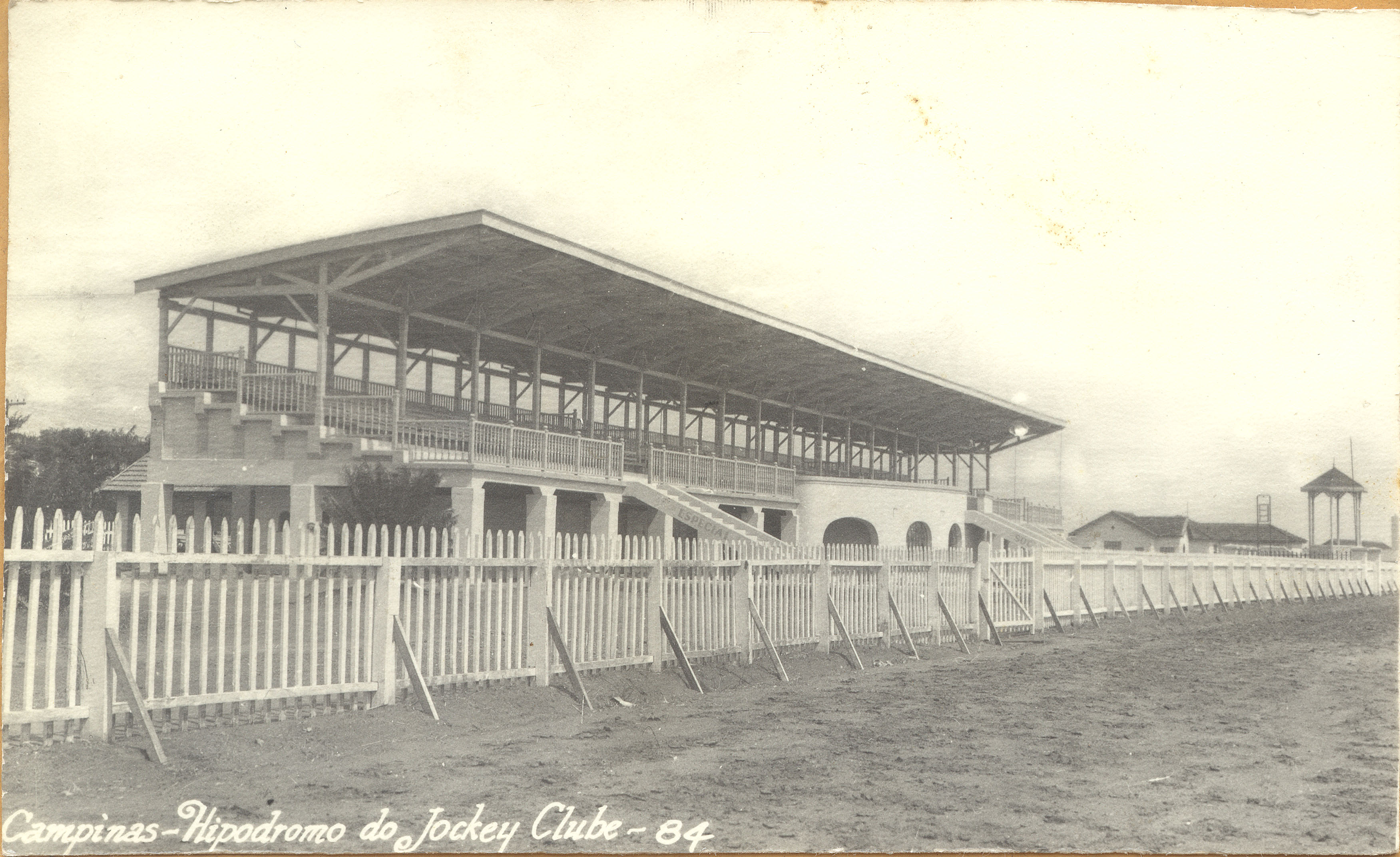
Hipódromo do Jockey Clube (década de 1940)
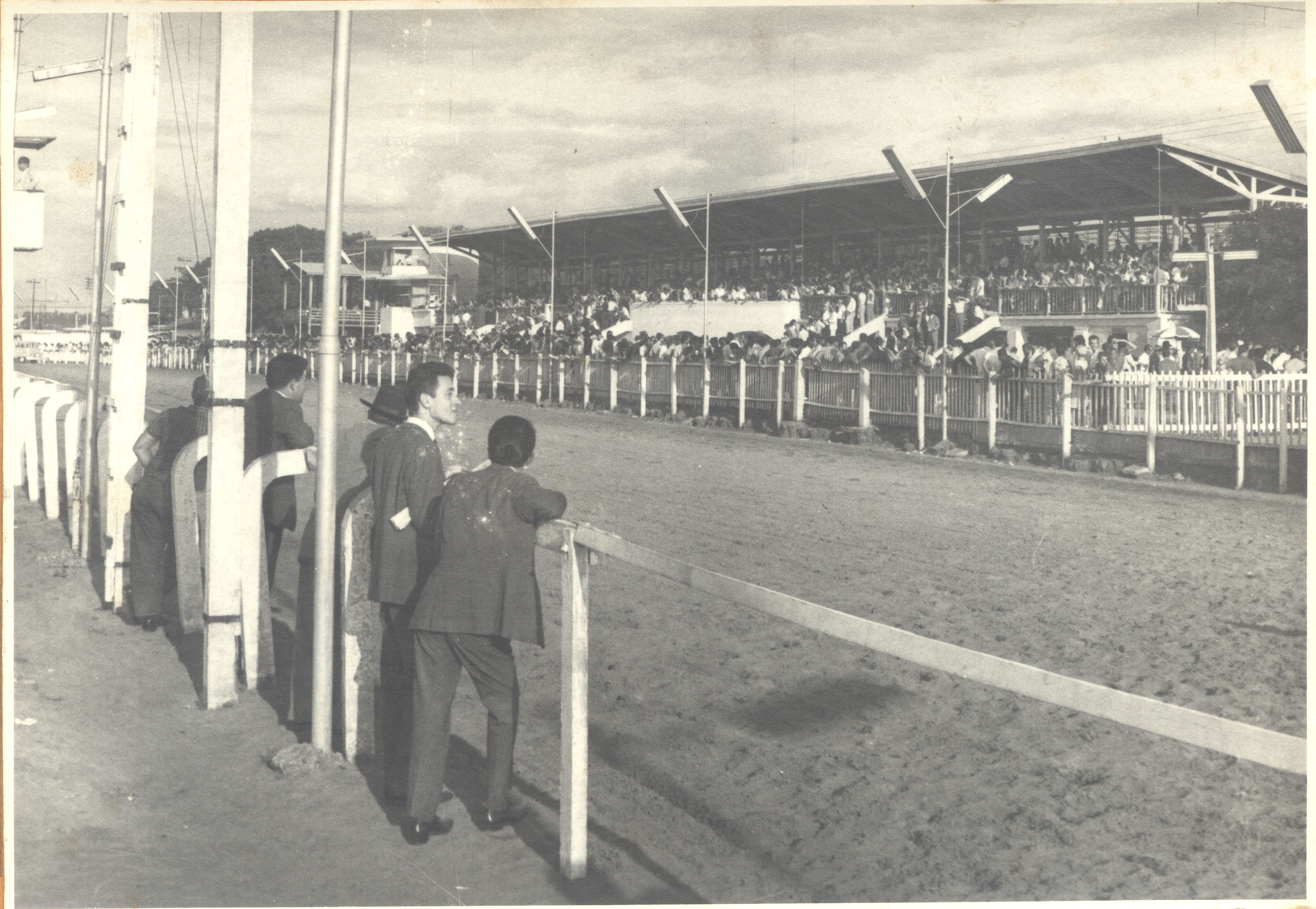
Hipódromo do Jockey Clube (1962)
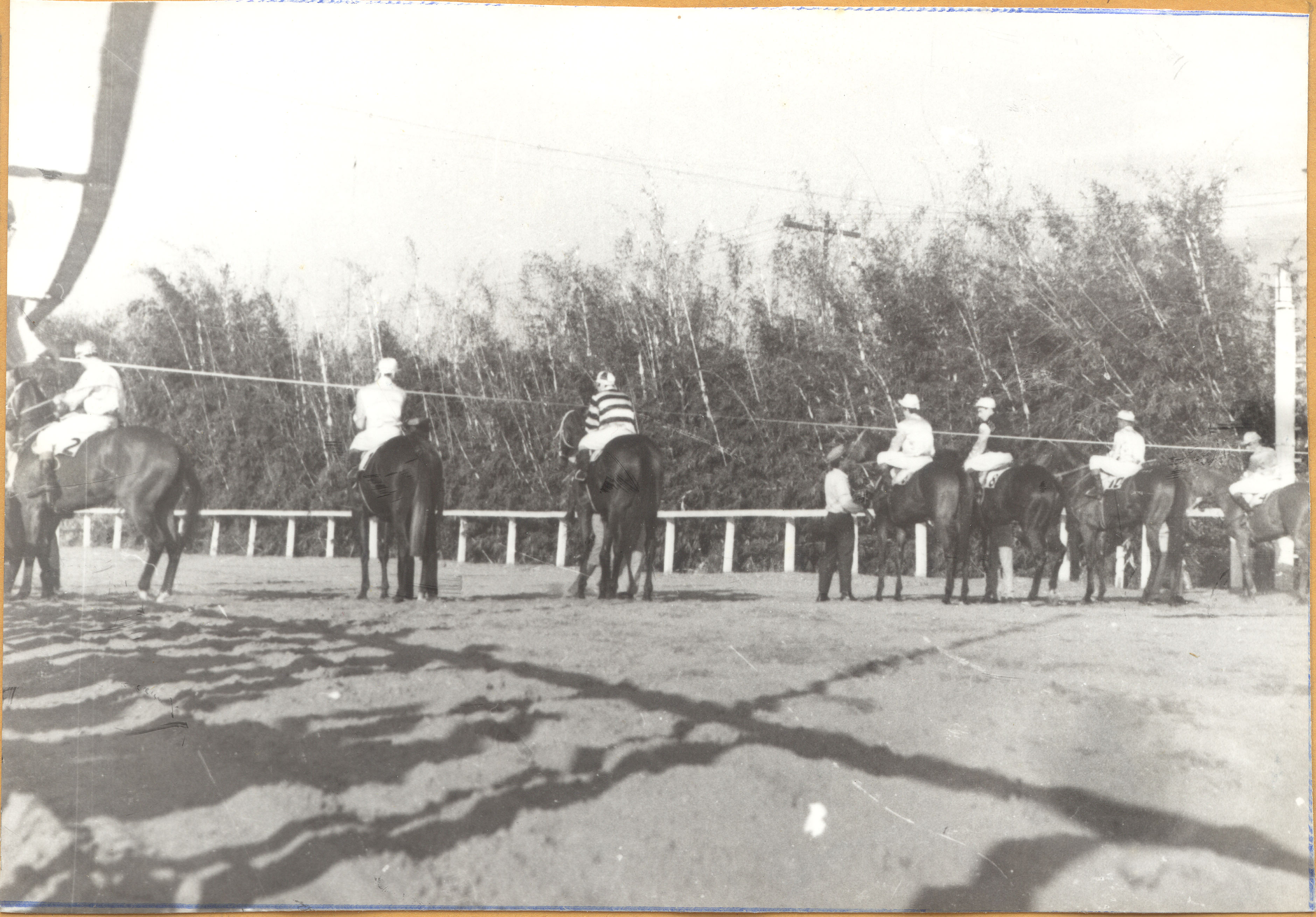
Hipódromo do Jockey Clube (década de 1940)
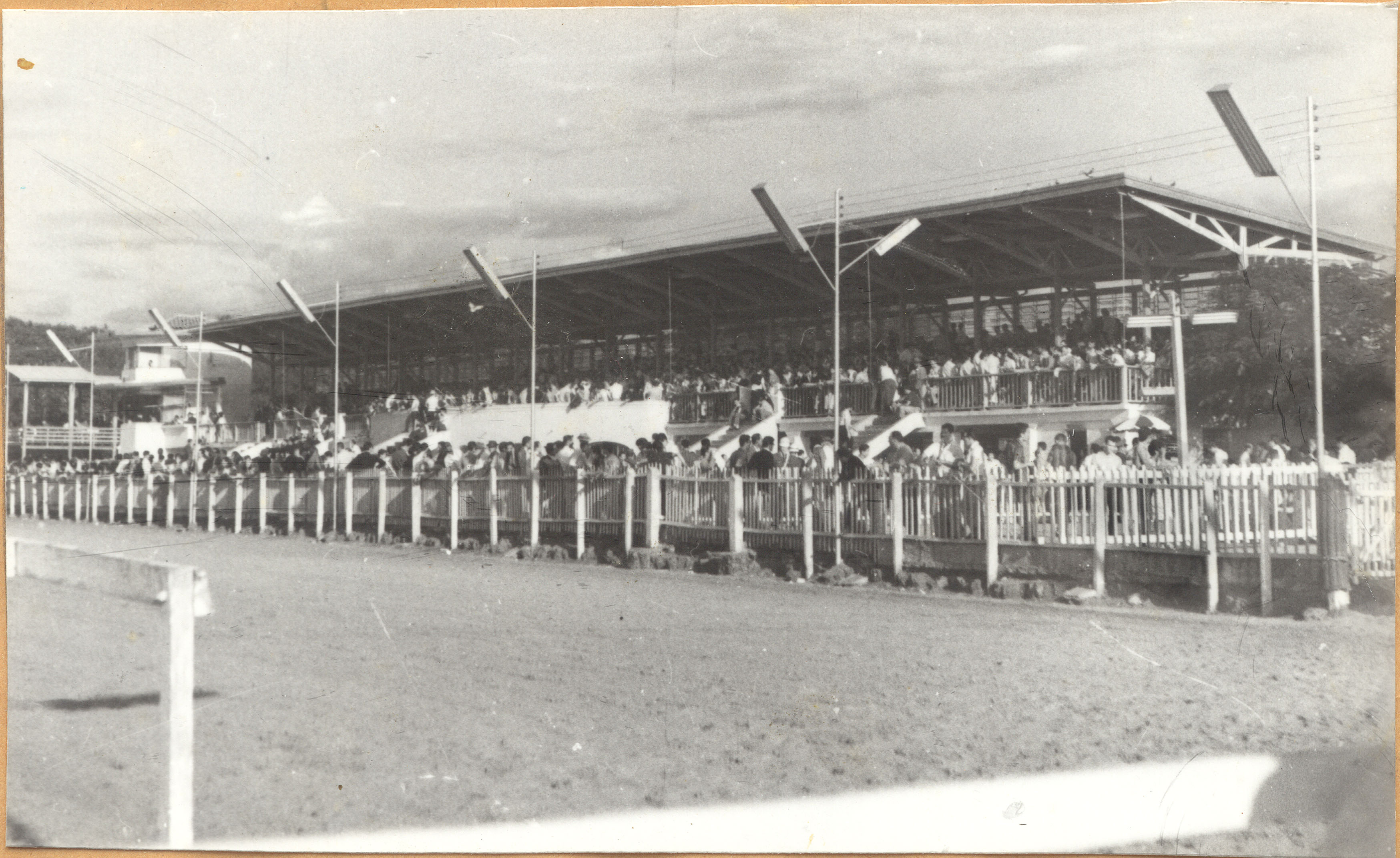
Hipódromo do Jockey Clube (1962)
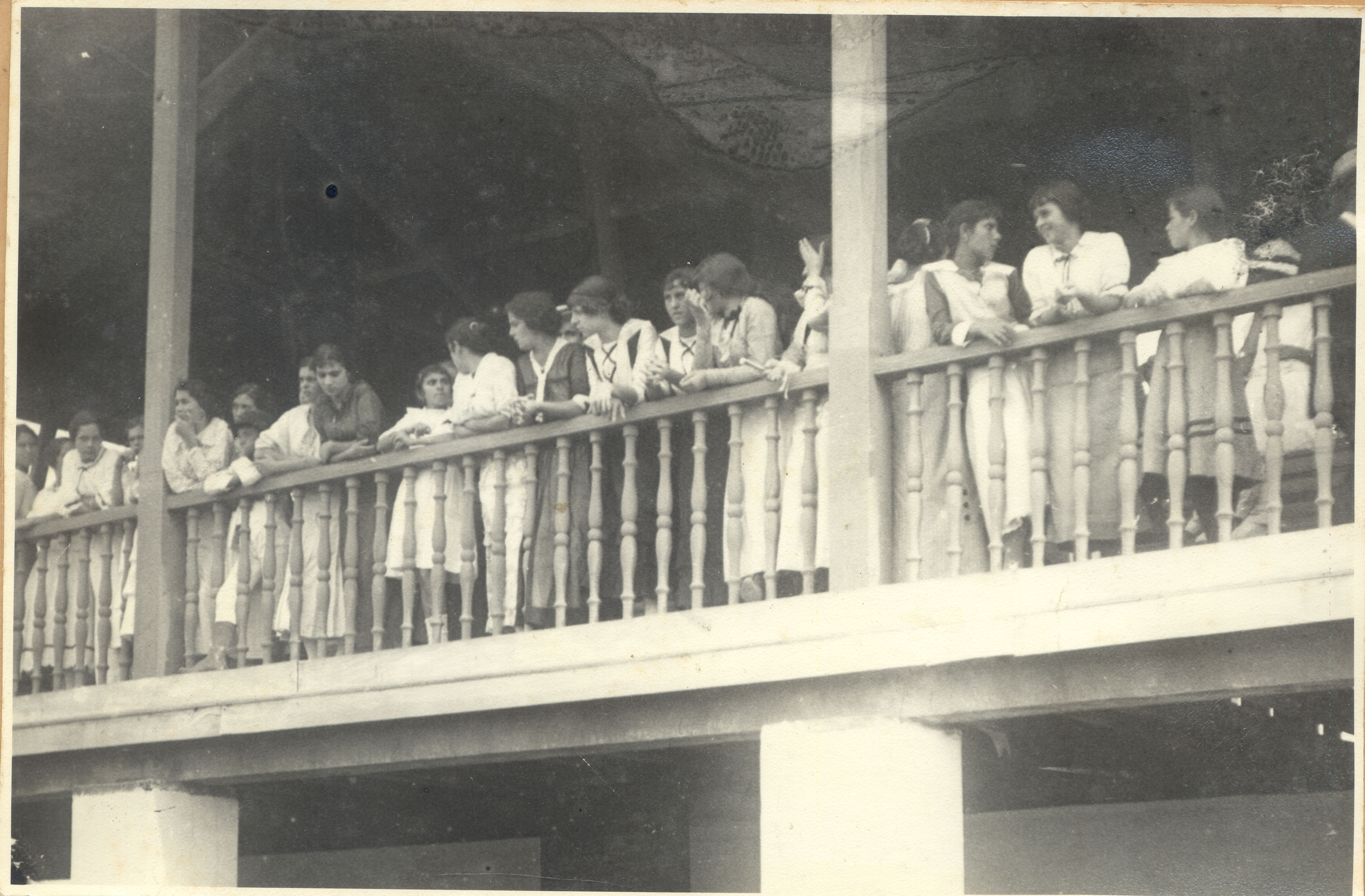
Hipódromo do Bonfim (década de 1940)